# Восходящий (Кемеровская область)
Восходя́щий — посёлок в Ленинск-Кузнецком районе Кемеровской области. Является административным центром Горняцкого сельского поселения.

## География
Центральная часть населённого пункта расположена на высоте 185 метров над уровнем моря.

## Население
По данным Всероссийской переписи населения 2010 года, в посёлке Восходящий проживает 950 человек (445 мужчин, 505 женщин).

## Достопримечательности
На территории посёлка установлен мемориал войнам-односельчанам, павшим в годы Великой Отечественной войны.

## Образование
- Ленинуглёвская СОШ
- Детский сад-ясли № 17 «Рябинка»

## Галерея

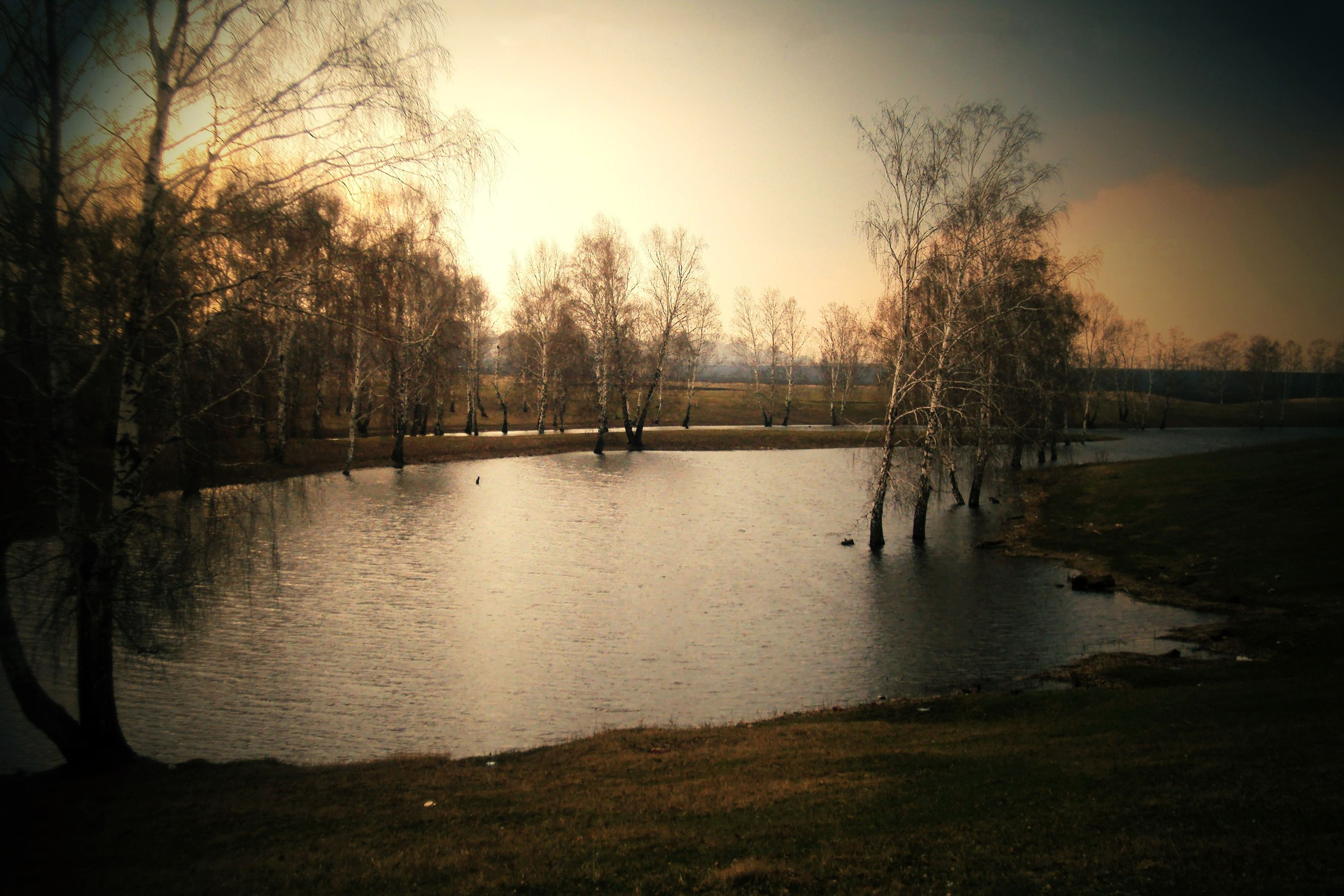
Пруд за посёлком Восходящим
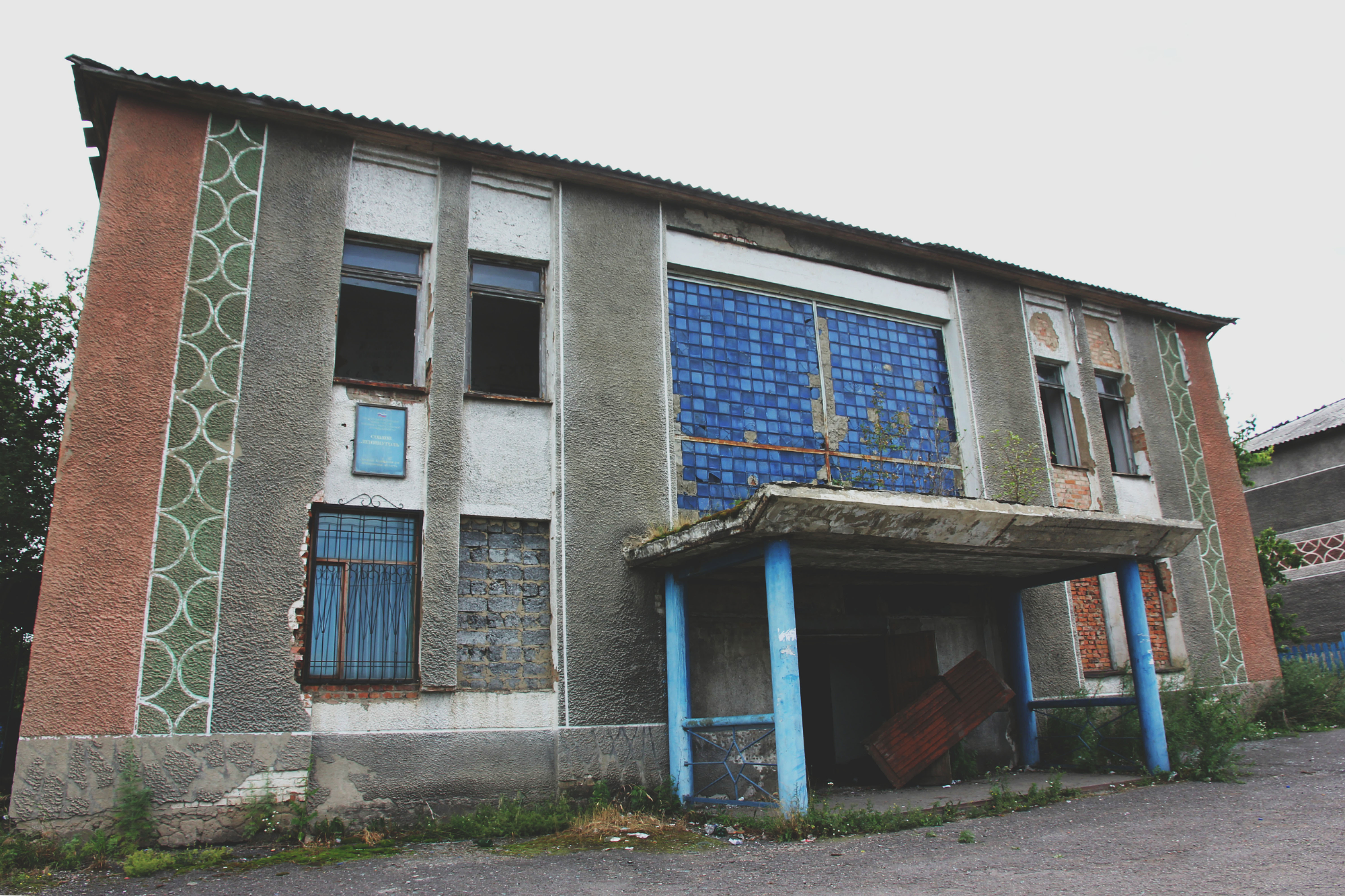
Совхоз "Ленинуголь"
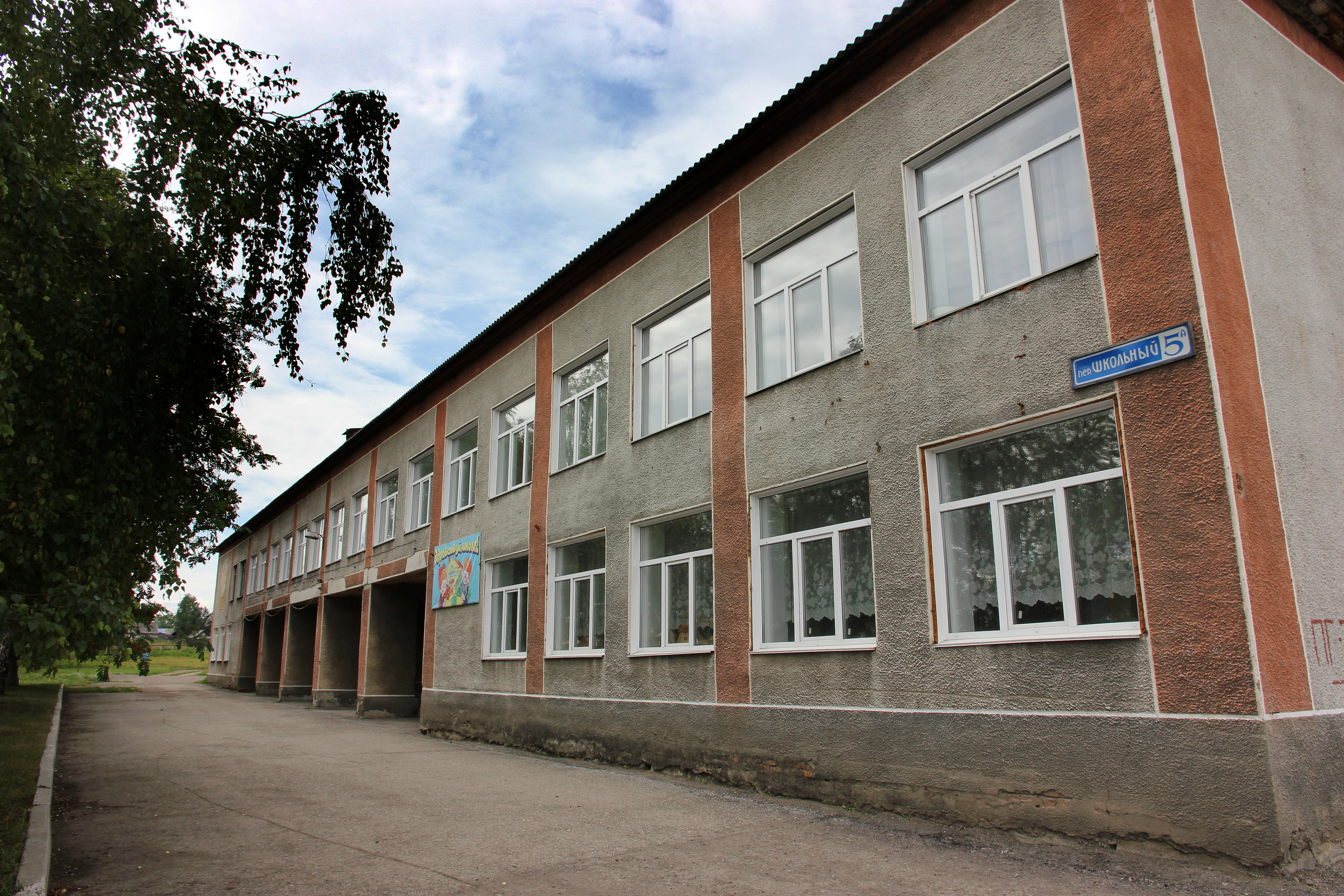
Ленинуглёвская школа
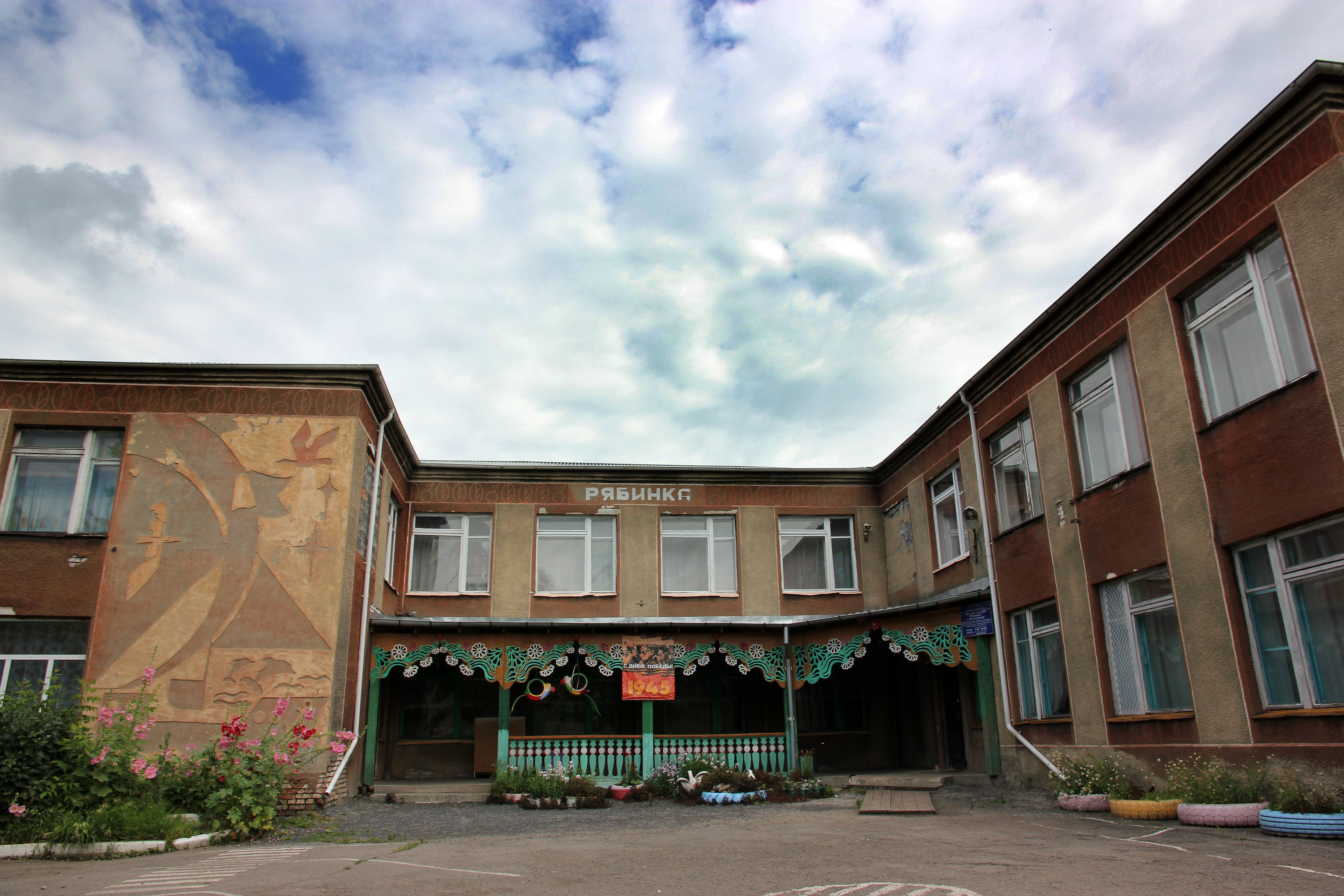
Детский сад №17 "Рябинка"